# Чемпіонат України з футзалу: друга ліга
Друга ліга — футзальна ліга в Україні, третя за рангом після Екстра-ліги і першої ліги. Змагання ліги проводяться під патронатом АМФУ. Складається з семи зон.

## Обмін між лігами
Найкращі команди кожної зони потрапляють у плей-оф, а потім розігрують призові місця у фіналі чотирьох. 

## Команди-учасниці
У чемпіонаті серед команд другої ліги сезону 2012/13 брали участь 16 команд:
| Команда         | Місто        |              |              |              |
| Західна зона    | Західна зона | Західна зона | Західна зона | Західна зона |
| --------------- | ------------ | ------------ | ------------ | ------------ |
| «Верест»        | Дунаївці     |              |              |              |
| «Говерла»       | Ужгород      |              |              |              |
| «Банкір»        | Тернопіль    |              |              |              |
| «Інтер-Юніор»   | Львів        |              |              |              |
| Центральна зона |              |              |              |              |
| «Лукас»         | Кременчук    |              |              |              |
| «Барс»          | Бровари      |              |              |              |
| «Колос»         | Радомишль    |              |              |              |
| «Рятівник»      | Черкаси      |              |              |              |
| ДПтС            | Київ         |              |              |              |
| Київська зона   |              |              |              |              |
| «Епіцентр К3»   | Київ         |              |              |              |
| «ХІТ»           | Київ         |              |              |              |
| «Епіцентр К2»   | Київ         |              |              |              |
| «ISTIL»         | Київ         |              |              |              |
| «ФарсіФарм»     | Київ         |              |              |              |
| «Епіцентр К6»   | Київ         |              |              |              |
| «Політехнік»    | Київ         |              |              |              |